# 补课

## 概述
中国大陆地区在课堂之外上的课统称为补课。
这其中又可以分为两类，一类是教授学校里不教的技能的兴趣班，另一类是辅助在校学习的辅导班。

辅导班又可以分为三类：补差型、提前抢学型和提高型。
补课是亞洲（現已擴散至南洋地區）一些地區（如中国大陆、中華民國（台灣）、香港、澳門、日本、新加坡、韓國等）教育系统的常見现象，是指學生在學校規定的教學時間外校內或校外的老師繼續給學生上課。因为這些地區以應試教育為主，考試压力比较大，为了完成課程並加強操練從而順利考上大学提高學校升學率，一些高中學校经常利用節假日上课，最常見於公開考試的應屆考生班別。在某些地區（例如中國大陸），補課甚至已经提前到了初中、小学、幼稚园等，除了節假日外，通常一些教师会在临近考试的最后一个月将音樂、體育、美術課的時間用作學術科目的補課。
非學校的補課，是指補習班因為學生因故缺課，為避免家長退費、學生進度落後等原因，在上課之外時間對學生進行補上課。
補課又分為團體補課(團補)與個別補課(個補)，團體補課是老師指定一個時間，缺課的學生一起來補上課；個別補課是學生按照自己的時間前往補習班補課。
由於新冠疫情的影響，不少學校會配套實行遠距、遠端、線上等混和搭配實體教學。

## 争议
双减